# 光岡明
光岡 明（みつおか あきら、1932年11月3日 - 2004年12月22日）は、日本の作家である。熊本県熊本市生まれ。
熊本県立宇土高等学校、熊本大学法文学部を卒業。1955年、熊本日日新聞に入社。文化放送部長、編集局次長、論説副委員長などを務めた。その間、父の死をきっかけに小説を書き始め、1976年『文学界』に発表した『いづくの蟹』で芥川賞候補。続いて77年『奥義』、『湿舌』、78年『草と草との距離』で計4回、同賞候補。1978年『草と草との距離』などで熊本日日新聞文学賞受賞。1982年に『機雷』で第86回直木賞を受賞した。九州在住者では初の同賞受賞だった。1985年から1995年まで熊本近代文学館の館長を務めた。
2004年12月22日肺がんのため、死去。享年72。死の直前に、自らのがん告知、西行のことなどを書いた個人誌「この世」No.1を出した。

## 著書
- 『草と草との距離』文藝春秋、1978年9月
- 『迷鳥』作品社、1979年12月
- 『機雷』講談社、1981年7月、講談社文庫 1984年
- 『千里眼千鶴子』文藝春秋、1983年1月、河出文庫 2010年
- 『柳川の水よ、よみがえれ』講談社、1985年11月
- 『前に立つ空』文藝春秋、1987年2月
- 『薔薇噴水』文藝春秋、1996年8月
- 『くまもとの森羅抄』熊本県総務部広報課、1999年9月
- 『恋い明恵』文藝春秋、2005年8月